# Yusuf-Muri Adewunmi
Yusuf-Muri Adewunmi (* 5. November 1982 in Hamburg) ist ein ehemaliger deutscher Fußballspieler. Er spielte im defensiven Mittelfeld.

## Karriere
Adewunmi, dessen Eltern aus Nigeria stammen, erhielt seine Ausbildung ab 1990 beim SC Vorwärts-Wacker 04 und kam über weitere Jugendstationen (FC St. Pauli und TuS Holstein Quickborn) 2003 zum Eimsbütteler TV in die Regionalliga Nord. Danach spielt er in der zweiten Mannschaft des Hamburger SV II und wechselte 2006 zu Fortuna Düsseldorf. 2007 absolvierte er zwei Spiele beim damaligen slowakischen Erstligist FC Petržalka 1898 und hatte acht Einsätze in der ungarischen Nemzeti Bajnokság für Honvéd Budapest. Von 2008 bis 2013 spielte er beim FC Oberneuland in der Regionalliga Nord und eine Spielzeit in der Bremen-Liga. Anschließend wechselte er zum TuS Dassendorf in die Oberliga Hamburg, wo er seine Laufbahn im Jahr 2015 beendete.

## Erfolge
FC Artmedia Petržalka
- Slowakischer Meister: 2008

FC Oberneuland
- Meister der Bremen-Liga und Aufstieg in die Regionalliga: 2012
- 4× Bremer-Pokal-Sieger: 2009, 2010, 2011, 2012

## Referenzen
1. ↑  https://honvedfc.hu/?page=9&newsid=3399&musicplay=1&sid=Q82gMvs7Q4ttF6UfZ59tPF6u02ddGx75

| Personendaten    | Personendaten            |
| ---------------- | ------------------------ |
| NAME             | Adewunmi, Yusuf-Muri     |
| ALTERNATIVNAMEN  | Adewunmi, Yusuf Muritala |
| KURZBESCHREIBUNG | deutscher Fußballspieler |
| GEBURTSDATUM     | 5. November 1982         |
| GEBURTSORT       | Hamburg                  |